# Jesús Rueda
Pour les articles homonymes, voir Rueda et Ambrosio.
Jesús Rueda Ambrosio est un footballeur espagnol né le 19 février 1987 à Badajoz. Il évolue au sein de l'Extremadura UD.

## Palmarès
- Championnat de Chypre :
  - Champion : 2018 et 2019.